# Topçular, Hani
Topçular là một xã thuộc huyện Hani, tỉnh Diyarbakır, Thổ Nhĩ Kỳ. Dân số thời điểm năm 2008 là 879 người.